# Гар-Хеврон
31°26′22″ пн. ш. 35°01′41″ сх. д. / 31.439444° пн. ш. 35.028056° сх. д.
Регіональна рада Гар-Хеврон (івр. מועצה אזורית הר חברון, «Мо'аца Азоріт Гар Хеврон») — ізраїльська регіональна рада на півдні Юдейських гір в районі гори Хеврон, на півдні Західного берега, що керує ізраїльськими поселеннями. Штаб-квартира розташована поруч з Отніель. Рада була створена в 1983 році. Головою ради є Йохай Дамрі.
Хоча Кір'ят-Арба фізично розташована на території обласної ради Хар-Хеврон, це незалежне місто.
Рада надає різні муніципальні послуги таким поселенням: Адора, Авігаїл, Бейт Хагай, Бейт Ятір, Кармель, Ешколот, Лівне, Маале Хевер, Ма'он, Міцпе Асаель, Неґогот, Отнієль, Сансана, Шім'а, Суся, Телем і Тене Омарім.
Три поселення — Ешколот, Сансана та Бейт Ятір — перебувають у так званій «зоні швів», на ізраїльській стороні роз'єднувального муру Західного берега, але все ще всередині Західного берега.